# ジェローム・ローズ
ジェローム・ローズ（Jerome Rose, 1938年8月12日 - ）は、アメリカのピアノ奏者。
ロサンゼルスの生まれ。15才の頃からアドルフ・バラーに師事し、サンフランシスコ交響楽団の演奏会にも出演した。マネス音楽大学とジュリアード音楽院を経てマールボロでレナード・シュアとルドルフ・ゼルキンの各氏の薫陶を受けた。1961年にコンサート・アーティスツ・ギルドから顕彰され、またフルブライト奨学金を得てウィーンに遊学した。1981年にはロンドンでロマンティック音楽祭を設立。1986年のワシントンD.C.でのフランツ・リスト没後100年、1997年のアメリカ議会図書館でのフランツ・シューベルト生誕200年及びヨハネス・ブラームス没後100年の催しのそれぞれでディレクターを務めた。1999年にはニューヨークの国際鍵盤楽器音楽祭を創始。
録音に、リストの「巡礼の旅」全曲（ブダペスト・リスト協会からディスク大賞を受賞）や超絶技巧練習曲集、ピアノ協奏曲集、（米VOX）、ショパンのピアノソナタ全曲、シューマン作品集など。